# 豊玉姫神社
豊玉姫神社（とよたまひめじんじゃ）は、祭神を豊玉姫（トヨタマヒメ）としその名を冠した神社。トヨタマヒメは安産の神として全国の各所に鎮座している。

## 主な豊玉姫神社
- 豊玉姫神社 – 千葉県香取市貝塚
- 天石門別豊玉比賣神社 – 徳島県徳島市国府町 ： 春日神社境内社。延喜式内社
- 和多都美豊玉比賣神社 – 徳島県徳島市不動西町 ： 雨降神社。延喜式内社
- 豊玉姫神社 – 香川県高松市男木町 ： 男木島内
- 豊玉姫神社 – 香川県小豆郡土庄町豊島 ： 豊島内
- 豊玉姫神社 – 佐賀県嬉野市嬉野町 ： 祭神は、豊玉姫大神、住吉大神（住吉三神)、春日大神。嬉野地区では、嬉野川に古くから住んでいる大なまずが豊玉姫のお遣いであるという言い伝えがあり、境内には白磁のなまず様を祀った社がある。
- 豊玉媛神社 – 鹿児島県指宿市岩本 ： 1980年ごろ白い蛇が目撃された。
- 豊玉姫神社 – 鹿児島県南九州市知覧町 ： 水車からくりで有名。